# Britax Römer
Britax Römer ist ein Hersteller von Produkten für Kindersicherheit (Auto- und Fahrradkindersitze, Kinderwagen). Das Unternehmen hat seinen europäischen Hauptsitz in Leipheim und ist unter der Dachmarke Britax weltweit vertreten. Die Produktionsstandorte in Europa befinden sich in Leipheim und Andover, Südengland.

## Geschichte
Britax Römer entstand 1978 aus dem Zusammenschluss des deutschen Herstellers Römer und der englischen Britax. Das Ulmer Unternehmen Römer wurde 1871 gegründet. Britax wurde in den 1930er Jahren gegründet. Zunächst bauten beide Betriebe Sicherheitsgurte. Das Unternehmen expandierte vor allem in den 1980er und 1990er Jahren unter anderem in die USA, nach Australien, Neuseeland, Skandinavien und nach Fernost. Britax Römer agiert heute global mit neun Standorten in Australien, Finnland, Frankreich, Deutschland, Großbritannien, Hong Kong, Neuseeland, Schweden und den USA.
2011 übernahm Britax Römer die Marke BOB, die das Unternehmen 2013 auch in Europa einführte.

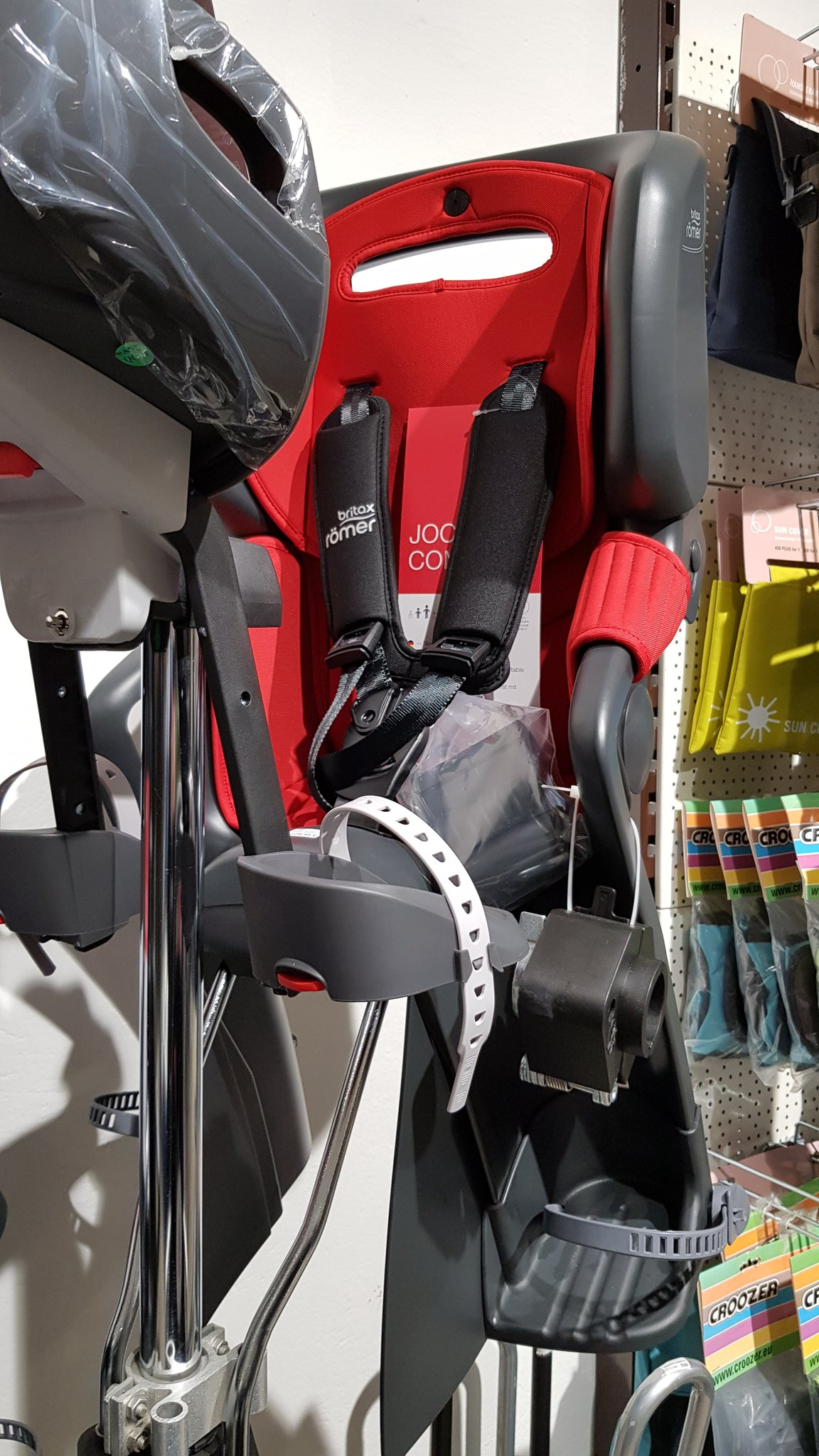
Römer Kinderssitz Jockey^{3} Comfort für ein Fahrrad

Im Jahr 2013 erwarb Britax Römer von der schwedischen BRIO Holding AB die Kinderwagen- und Kindersitzsparte. 2017 wurde das Kinderwagengeschäft von Seed gekauft.
Im Mai 2023 stellte Britax Römer die Herstellung von Fahrradkindersitzen ein.
2025 stellte Britax Römer die Produktion in Deutschland ein. Die Produktion der Autokindersitze soll vollständig nach Asien verlagert werden, wo bisher bereits 30 Prozent der Ware hergestellt werde. In Leipheim sollen noch Bereiche wie Produktentwicklung, Marketing, Vertrieb und Verwaltungsbereiche bleiben. Seit 2021 ist defizitär; Der jährliche Fehlbetrag belaufe sich seitdem auf einen niedrigen zweistelligen Millionenbetrag.

## Produkte
Das Unternehmen stellt Produkte und Systeme für den Transport von Babys und Kindern bis zum Alter von 12 Jahren her.
- Auto-Kindersitze und Babyschalen
- Kinderwagen
- Travel-Systeme
- Accessoires
- Fahrrad-Kindersitze (Produktion im Mai 2023 eingestellt)

## Patente
Nach Angaben des europäischen Patentregisters hält Britax Römer Kindersicherheit GmbH derzeit 36 Patente in Europa. Hinzu kommen 11 weitere Patente durch die Britax-Excelsior Limited und die Römer-Britax Autogurte GmbH.

## Unternehmensstruktur

### Mutterkonzern
BRITAX Childcare Holdings Ltd. Chertsey (Surrey), UK

### Eigentümer / Inhaber
Avenue Capital Group und Marblegate Asset Management

### Weitere Standorte
- BRITAX Childcare, Melbourne, Australien
- BRITAX Pohjolan Lapset, Helsinki, Finnland
- BRITAX Puériculture, Paris, Frankreich
- BRITAX Excelsior, Andover, Großbritannien
- BRITAX Childcare, Hong Kong
- BRITAX Childcare, Glenfield, Neuseeland
- BRITAX Nordiska Barn, Malmö, Schweden
- BRITAX Child Safety, Fort Mill, USA